# 3363 Bowen
3363 Bowen este un asteroid din centura principală.

## Descoperirea asteroidului
Asteroidul a fost descoperit la 6 martie 1960, de Indiana Asteroid Program, la Observatorul Goethe Link al Universității din Indiana.

## Caracteristici
3363 Bowen prezintă o orbită  caracterizată de o semiaxă majoră egală cu 2,7798027 u.a. și de o excentricitate de 0,0982214, înclinată cu 3,32534° față de ecliptică.

## Denumirea asteroidului
Asteroidul a primit numele în onoarea astronomului american Ira Sprague Bowen (1898-1973).